# Fienstedt
Fienstedt este o comună din landul Saxonia-Anhalt, Germania.